# منطقه آزاد تجاری-صنعتی انزلی
منطقه آزاد تجاری-صنعتی انزلی یکی از «مناطق آزاد هفت‌گانه» ایران در استان گیلان است که در راستای اهداف اقتصادی این کشور، در سال ۱۳۸۴ خورشیدی در شهرستان بندرانزلی تأسیس شد.
منطقه آزاد انزلی در شمال ایران، منطقه جنوب دریای مازندران و در مسیر کریدور شمال–جنوب واقع گردیده‌است.
در راستای اهداف اقتصادی کشور و در پی سفر ریاست جمهوری وقت به بندرانزلی و با توجه به خواست همگانی و براساس مصوبه هیئت دولت در سال ۷۵ منطقه وی‍ژه اقتصادی بندرانزلی در دو بخش جداگانه تعیین گردید و در سال ۸۲ منطقه ویژه اقتصادی انزلی به منطقه آزاد تجاری صنعتی انزلی بدل شده و در سال ۸۳ نیز اساسنامه سازمان منطقه آزاد تجاری صنعتی انزلی مورد تصویب هیئت وزیران قرار گرفت و محدوده منطقه آزاد تجاری صنعتی انزلی در سال ۸۴ از طرف هیئت وزیران تعیین و ابلاغ شد؛ که بر اساس آن منطقه آزاد انزلی در سه بخش و محدوده مجزای بندری؛ اداره کل بنادر و کشتیرانی استان، شهرک صنعتی انزلی و محدوده منطقه ویژه اقتصادی سابق انزلی با مساحت ۳۲۰۰ هکتار خشکی و تا عمق ۲ کیلومتر از دریا در طول ۲۰ کیلومتر از حاشیه دریای مازندران را شامل می‌شد.

## محدوده منطقه آزاد
هم‌اکنون کل محدوده منطقه آزاد در شهرستان انزلی واقع شده است. در اردیبهشت ۹۳ محدوده این منطقه از ۳ هزار و ۲۰۰ هکتار پیشین در شهرستان‌های انزلی به بیش از ۸ هزار و ۶۰۹ هکتار افزایش یافته‌است.

### نام منطقه آزاد انزلی
در پی سفر  هاشمی رفسنجانی به شهر بندر انزلی به سال ۱۳۷۲ و حضور در استادیوم تختی شهر مردم انزلی خواستار تبدیل بندر انزلی به بندر آزاد انزلی شدند و شعار می دادند "هاشمی هاشمی بندر آزاد کن....مردم انزلی را تو یک صدا شاد کن"  در حال حاضر دو سوم محدوده منطقه آزاد در حوزه شهرستان انزلی واقع شده‌است. انتخاب نام بندرانزلی بعنوان دروازه اروپا موجب استقبال مردم در شبکه‌های اجتماعی و رسانه‌ها توسط مردم نسبت به مسئولین دولتی، استانی و نمایندگان بندرانزای و سایر شهرستانها در مجلس شد.  وفق قانون مصوبه مجلس شورای اسلامی هم‌اکنون منطقه آزاد انزلی تماما در شهرستان انزلی واقع شده است. مطابقت نام و محدوده منطقه آزاد انزلی ضمن توسعه، سرمایه‌گذاری بیشتر و استفاده از امکانات از جمله برخورداری از توان بندرانزلی، موجب ایجاد همکاری قانونی این نامگذاری در اداره کل تطبیق قوانین مجلس شورای اسلامی شده‌است. حمایت همه جانبه منطقه آزاد انزلی از تیم ملوان بندرانزلی از برنامه‌های دولت و مجلس است، که تاکنون این وعده‌ها عملی نشده‌است.

#### پیوند منطقه آزاد انزلی و ملوان
در خرداد ۱۳۹۶ در پی اعلام حمایت مالی منطقه آزاد انزلی از تیم فوتبال ملوان انزلی توسط مدیرعامل این منطقه آزاد این اقدام با حمایت هواداران ملوان مواجه شد و سایر اعضای هیات مدیره منطقه آزاد انزلی از این تصمیم تبعیت کرد و وعده پیگیری حمایت بیشتر از طریق مجلس شورای اسلامی دادند. پس از این رضا مسرور مدیرعامل وقت منطقه آزاد با پافشاری با مواضع قوی خود با انتشار پستی در صفحه اینستاگرام خود، از ملوان بندرانزلی تیم فوتبال شمال کشور حمایت کرد 
پس از این انتقادات محمدصادق حسنی نماینده دیگر رشت نیز به تائید از شیوهٔ مدیریت منطقه آزاد پرداخت؛ حسنی با بیان اینکه ملوان کبیر به حمایت همه‌جانبه منطقه آزاد نیاز دارد و منطقه آزاد صرفاً مختص به شهر انزلی است و موظف است با سرمایه ملی که در اختیار دارد از تمام ورزش‌ها و جوانان حمایت کند. وی با انتقاد از حمایت کم از ملوان، این تیم را دارای از سهم بیشتری در منطقه آزاد دانست.
محمدحسین قربانی نماینده مردم آستانه اشرفیه در تیر ماه ۱۳۹۶ منطقه آزاد را محدود به یک شهر انزلی دانست و خواستار نگاه ملی و کمک به همه تیم‌های ورزشی انزلی شد.
علی افتخاری مشاور عالی کمیته ملی المپیک و عضو کمیته رسانه‌ای فدراسیون جهانی کشتی از حمایت منطقه آزاد از ورزشکاران انزلی استقبال کرد و خواستار پیگیری مسئولین استانی و کشوری در مجلس در مجاب کردن منطقه آزاد در حمایت از تیم‌های دیگر شهرستان انزلی در کنار ملوان انزلی شد. وی از مهندس ربانی عضو مستقل هیئت مدیره منطقه آزاد خواست که به سلیقه بازی‌ها این منطقه در حوزه ورزش رسیدگی و نظارت کند. او گفت نمی‌تواند شاهد درآمد میلیاردی منطقه آزاد حاصل از مردم بندرانزلی باشد، اما کمک‌ها را محدود کند و تبعیض قائل شود.

### محدوده پیشین
این منطقه شامل محدوده‌ای از شهرستان‌های انزلی و آستانه اشرفیه به مساحت تقریبی ۳۲۰۰ هکتار خشکی و تا عمق دو کیلومتر از آبهای ساحلی محدوده است. محدوده منطقه آزاد تجاری صنعتی انزلی (به غیر از محدوده بندری) از غرب به اراضی نیروی دریایی و محدوده روستای طالب آباد و از سوی شرق به روستای چپرپرد پایین منتهی می‌شود؛ که در سه محدوده جدا از هم به شرح ذیل در نظر گرفته شده‌است که هر یک پتانسیل خاص خود را دارند. این سه محدوده عبارتند از: - ناحیه گلشن و فاز تجارت به مساحت ۲۰۹۱ هکتار که شامل اراضی مناسب طبیعی، با تراکم جمعیت پایین و مناطق مسکونی، کمترین مقدار زمین جهت شالی کاری، دسترسی به سواحل مناسب و وجود اماکن و تأسیسات تفریحی و توریستی منطقه شهرک صنعتی شماره یک منطقه آزاد و ناحیه اطراف آن به مساحت ۹۴۶ هکتار که شامل شهرک صنعتی، اراضی منابع ملی و مجاور تالاب می‌باشد. محدوده بندری منطقه آزاد انزلی به مساحت ۱۰۶ هکتار، که این امر مطلوبیت و جاذبه‌های منطقه آزاد تجاری – صنعتی انزلی را برای ارائه تسهیلات در زمینه تخلیه و بارگیری و سایر امور، ارتقاء داده‌است.

### افزایش محدوده منطقه آزاد
در اردیبهشت ماه ۱۳۹۳ با پیگیریهای صورت گرفته از سوی سازمان منطقه آزاد انزلی؛ بنا بر تصویب‌نامه وزیران عضو شورای هماهنگی مناطق آزاد تجاری ـ صنعتی و ویژه اقتصادی که به تأیید ریاست محترم جمهور رسید بنا بر پیشنهاد دبیرخانه شورای هماهنگی مناطق آزاد تجاری ـ صنعتی و ویژه اقتصادی محدوده‌ای به مساحت (۶۴۸۹) هکتار مشتمل بر محدوده‌های زیر به محدوده منطقه آزاد تجاری ـ صنعتی انزلی الحاق می‌شود:
الف ـ محدوده‌ای به مساحت (۴۰۸) هکتار از شمال به طول (۵۷۰۷) متر به دریا، از جنوب به طول (۱۱۵۰) متر به اراضی روستای طالب‌آباد شهرستان انزلی، از شرق به طول (۵۴۶) متر به محدوده فعلی منطقه آزاد تجاری ـ صنعتی انزلی و از غرب به طول (۱۳۸۶) متر به کانال طالب‌آباد انزلی.
د ـ جمع مساحت افزایش داده شده در جنوب منطقه آزاد تجاری ـ صنعتی انزلی بابت اصلاح محدوده مصوب فعلی جنوباً به کنار گذر امامزاده هاشم به انزلی به مساحت (۲۸۰) هکتار و مساحت دریایی به عمق (۲) کیلومتر از محدوده فعلی منطقه آزاد تجاری ـ صنعتی انزلی در محل روستای چپرپرد تا رودخانه سفیدرود در شهرستان رشت.
با ابلاغ قانون جدید این منطقه در سال ۱۳۹۳ بخش اعظمی از منطقه آزاد در شهرستان بندرانزلی و قسمتی در شهرستان آستانه‌اشرفیه واقع شده‌است.

### حذف مناطق اضافه شده شهرستان های آستانه اشرفیه و رشت از منطقه آزاد انزلی
طبق دادنامه قطعی دیوان عدالت اداری در مجمع تخصصی و سپس تائید آن در مجمع عمومی اضافه شدن محدوده های شهرستان های آستانه اشرفیه و رشت بر خلاف قانون مناطق آزاد شناخته شد و اضافه کردن مناطقی غیر از مناطق شهرستان بندرانزلی به منطقه آزاد انزلی را تخلف آشکار مسئولین شهرستان های رشت و آستانه اشرفیه دانست و رای بر حذف مناطق شهرستان ها آستانه اشرفیه و رشت داده شد.
لذا با این تفاسیر سهم خواهی سیاسی افراد سیاسی در شهرستان های آستانه اشرفیه و رشت با این حکم قطعی عقیم ماند و منطقه آزاد انزلی طبق مصوبه اولیه آن فقط محدود به شهرستان بندرانزلی باقی ماند.
این حکم قطعی و لازم الاجرا بوده و به مدیران منطقه آزاد انزلی جهت حذف مناطق اضافه شده آستانه اشرفیه و رشت به منطقه آزاد انزلی که بر خلاف قانون انجام شده ابلاغ شده است.
این رای قطعی را می توان ادامه راه  هاشمی رفسنجانی در شکوفایی بیش از پیش بندر زیبای انزلی دانست.
لذا با رای قطعی هیات عمومی دیوان عدالت اداری محدوده هایی از شهرستان های آستانه اشرفیه و رشت که بصورت غیرقانونی به منطقه آزاد انزلی اضافه شده بود حذف گردید و طبق قانون مناطق آزاد کشور منطقه آزاد انزلی که بدوا فقط در شهرستان بندرانزلی تاسیس شده بود بار دیگر فقط در شهرستان بندرانزلی باقی ماند.

### تصویب طرح توسعه منطقه آزاد انزلی
در جلسه روز یکشنبه ۲۹ مهرماه ۱۴۰۳ نمایندگان مجلس شورای اسلامی با اکثریت قاطع با اصلاحات لایحه توسعه منطقه آزاد انزلی به‌منظور رفع ایرادات شورای نگهبان موافقت نمودند .بر اساس این لایحه که از سال ۱۳۹۸ پیگیری می‌شود محدوده‌هایی شامل شهرک‌های صنعتی خمیران، ضیابر و سپیدرود و فرودگاه سردار جنگل رشت، به منطقه آزاد انزلی اضافه می‌شوند.

## مجتمع بندری کاسپین بندرانزلی
مجتمع بندری کاسپیَن بندرانزلی یک بندر در حال ساخت در پهنه آبی و ساحلی دریای مازندران واقع در سواحل شهرستان بندر انزلی در شمال ایران و مشمول معافیت‌های مربوط به مناطق آزاد ایران است. هیئت وزیران در بهمن ماه سال ۱۳۹۶ شمسی بندر کاسپین در استان گیلان به عنوان مرز رسمی و مجاز دریایی تعیین کرد.

## سواحل
منطقه آزاد انزلی دارای ۳۰ کیلومتر ساحل از دریای مازندران است. ۲۲ کیلومتر از این سواحل واقع در شهرستان انزلی و ۸ کیلومتر دیگر ساحل واقع در شهرستان انزلی و سواحل حوضه آبریز دلتا رودخانه سفیدرود در پارک ملی بوجاق واقع در شهرستان آستانه اشرفیه است.

## پارک ملی بوجاق
پارک ملی بوجاق منطقه‌ای حفاظت‌شده در شهرستان آستانه اشرفیه است. این منطقه نخستین «پارک ملی خشکی ـ دریایی» ثبت‌شده در ایران محسوب می‌شود و ۳۲۶۰ هکتار وسعت دارد. از این مقدار حدود ۱۶۰۰ هکتار آن محوطه دریایی، حدود ۱۶۰ هکتار محوطه تالابی و بقیه آن محوطه خشکی شامل زمین‌های ساحلی، جلگه‌ای و علفزار است. پارک ملی بوجاق کیاشهر با کاربری گردشگری و طبیعت‌گردی در محدوده منطقه آزاد قرار دارد.

## آکواریوم بزرگ منطقه آزاد انزلی

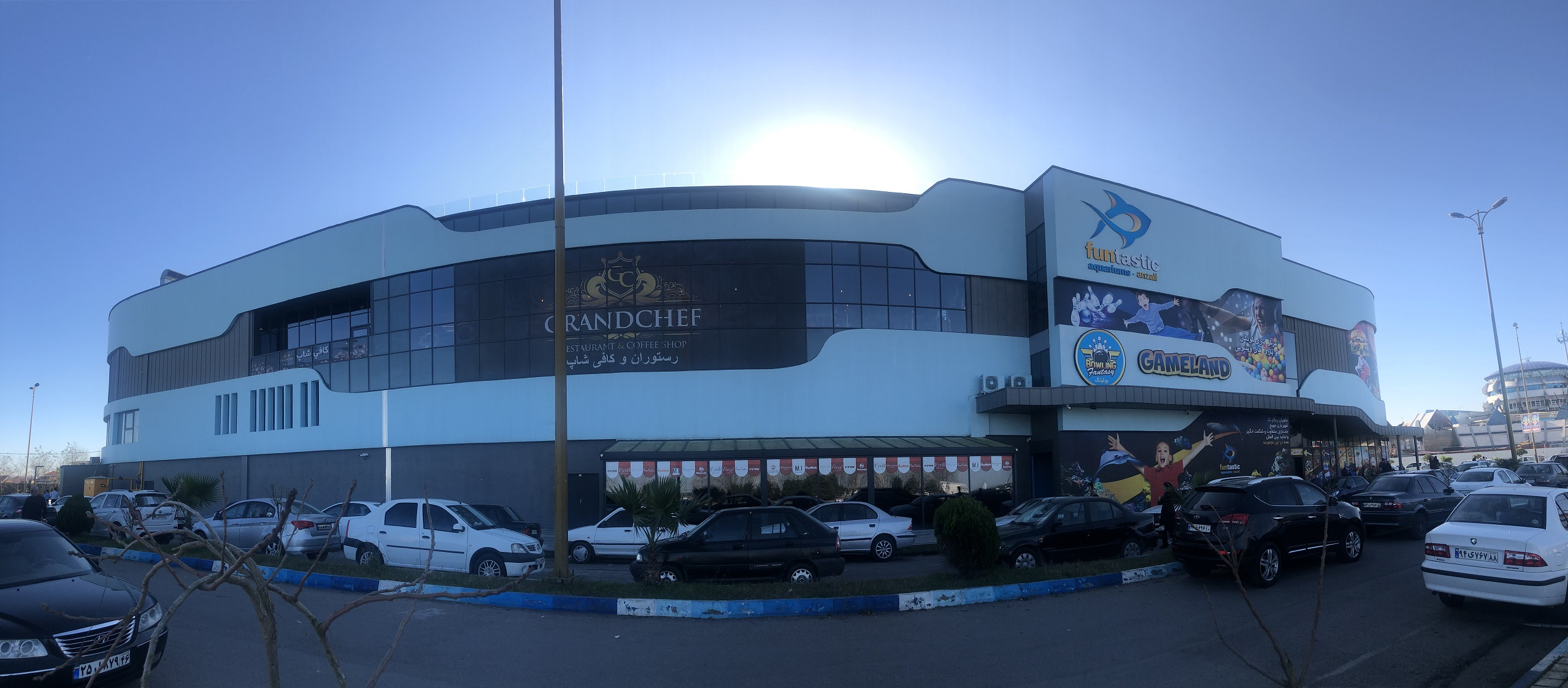
آکواریوم انزلی

بزرگترین مجموعه تفریحی و گردشگری آکواریوم و باغ خزندگان ایران، اوایل تیرماه‌سال ۱۳۹۷ در منطقه آزاد انزلی افتتاح شد. طرح احداث این مجموعه تفریحی و گردشگری با ایده ای نو و خاص طراحی شده‌است این مجموعه در زیربنایی به مساحت بیش از ۱۰ هزار متر مربع و در چهار طبقه با سرمایه‌گذاری بخش خصوصی راه‌اندازی شده‌است. در این مجموعه بزرگترین تونل آکواریوم کشور، باغ خزندگان، شهربازی، بولینگ، سینمای چندبعدی، سوئیت اقامتی و بخش‌های تجاری و خدماتی وجود دارد. در این آکواریوم گونه‌های مختلفی از ماهی‌های زیبا و نادر از پنج قاره جهان به نمایش گذاشته شده‌است.

## روستاها
از مجموع ۲۸ روستا در منطقه آزاد با جمعیتی حدود ۳۰ هزار نفر ۲۳ روستای ساحلی و غیرساحلی از شهرستان بندرانزلی در محدوده منطقه آزاد قرار دارد. و ۵ روستا از شهرستان انزلی در منطقه آزاد واقع است.

### روستاهای منطقه آزاد در محدوده اولیه
از مجموع ۱۴ روستای منطقه آزاد در سال ۱۳۸۴ ۵ روستا به نام‌های لیجارکی حسن‌رود، طالب آباد، حسن رود، گلشن، جفرود پایین واقع در بخش مرکزی شهرستان انزلی